# Vetenskapsåret 1757

## Händelser
- Benjamin Franklin uppfinner en trehjulsklocka som leder till flera varianter av pendelklockor.
- Tobias Mayer presenterar noggranna tabeller över månens rörelse för brittiska Board of Longitude.

## Pristagare
- Copleymedaljen: Charles Cavendish

## Födda
- 5 januari - Anders Hultén (död 1831), svensk matematiker och teolog.
- 7 januari - Albrecht Wilhelm Roth (död 1834), tysk botaniker.
- 1 mars - Étienne Pierre Ventenat (död 1808), fransk botaniker.
- 9 augusti - Thomas Telford (död 1834), skotsk ingenjör.
- 10 september - Pehr Tegman (död 1811), svensk matematiker och präst.
- George Vancouver (död 1798), engelsk upptäcktsresande.

## Avlidna
- 28 augusti - David Hartley (född 1705), engelsk läkare och psykolog.
- 17 oktober - René Antoine Ferchault de Réaumur (född 1683), fransk fysiker.